# Juan José Nieto Aguilar
Juan José Nieto Aguilar (Almendralejo, Badajoz, 17 de abril de 1769 - ibid., 28 de febrero de 1851), II marqués de Monsalud, VII marqués de Villa-Marín, Capitán General de los Reales Ejércitos Nacionales, senador del reino, caballero de la Orden de Santiago, caballero de la Orden de San Hermenegildo, Gentilhombre de Cámara de S.M., fue un aristócrata y militar español que destacó durante la guerra de independencia, en las acciones bélicas que tuvieron lugar en la región de Extremadura.

## Nacimiento e infancia
Sus padres eran Juan José Nieto Domonte, primer marqués de Monsalud, e Inés Aguilar y Santillán. Al quedar huérfano con pocos años, pasó parte de su niñez en Écija y ocasionalmente en Sevilla, en el palacio conocido como de los Domonte, de Villa-Marín, y posteriormente a raíz de haberlo heredado su padre, de Monsalud, nombre con el que es conocido en la actualidad.

## Carrera militar
Sin que existan antecedentes familiares relacionados con la milicia, Juan José sintió afición por el estudio de las ciencias militares. Fue testigo de los excesos cometidos por la Revolución francesa y, como consecuencia de su inclinación a prestar apoyo a la Corona, se dirige al rey Carlos IV y le propone armar a su costa un Regimiento de Caballería con el nombre de Carabineros de María Luisa, compuesto de tres escuadrones.
El Conde del Campo de Alange le oficia el 5 de marzo de 1793, aceptando el ofrecimiento y le otorgan el grado de Coronel de Caballería. Este es el inicio de una brillantísima carrera militar que se prolongó durante 54 años, sin recibir ningún emolumento que, según cálculos, podría ascender a 500 millones de pesetas.
El Regimiento recibe la orden de marchar a Cataluña, interviniendo en campañas militares, incluso en suelo francés, hasta que la Paz de Basilea puso fin  a estas escaramuzas. Por el valor del regimiento en la lucha, reciben el apelativo de Regimiento de «María Arrempuja».

## Matrimonio
En 1797 al pasar por Madrid participa en un brillante desfile que fue presenciado por María de la Concepción Solano Ortiz de Rozas, nacida en Santo Domingo (isla de La Española, hija de José Solano y Bote, Capitán General de la Armada y I marqués del Socorro. Comen juntos e inician un noviazgo que concluye en boda, en junio de 1800, en la ciudad de Cádiz.

## Militar en Extremadura
Con ocasión de la guerra con Portugal, en 1801, el regimiento se traslada a Extremadura y toma parte en diversas acciones en el Alentejo portugués.
Por R. O. de 8 de junio de 1802, se le nombra Gentilhombre de Cámara con ejercicio y destino al Cuarto del Infante Francisco de Paula Borbón y, en octubre de este mismo año, se le promueve al empleo de Brigadier. Este destino no pudo hacerse efectivo y sigue con su regimiento, después de estar en Badajoz, Olivenza y Setúbal (Portugal).

## Guerra de la Independencia
Al iniciarse la Guerra de la Independencia y formarse la Junta Suprema de Extremadura, el Marqués de Monsalud se pone a sus órdenes ocupando el cargo de Vicepresidente y, el 2 de junio de 1808, es nombrado Mariscal de Campo y poco después Teniente General.
La historia militar de la Guerra de la Independencia es amplia y meritoria, ya que los asuntos más arduos y complejos le eran encomendados. Recorrió sin descanso toda la región, cooperó con las tropas portuguesas y los mandos ingleses, coordinando la estrategia de defensa en Extremadura, interesándose no solo por los aspectos militares, sino en la búsqueda de medios económicos, y su dedicación y sacrificio fueron máximos.
El 24 de noviembre de 1811, el Marqués de Monsalud es nombrado Capitán General del Ejército, obteniendo la presidencia de la Junta Superior y el Gobierno político de la provincia. De toda la documentación existente, se desprende que la figura del Marqués de Monsalud fue la más importante en Extremadura y fundamental para la expulsión y derrota de los franceses. Incluso cuando en 1812 la Gazeta de Extremadura, que dató todas las noticias militares, estuvo a punto de desaparecer por tener graves pérdidas económicas, el Marqués de Monsalud afrontó la edición de la misma.
Tras reconquistar Badajoz, en 1812, las tropas inglesas de Wellington llevaron a cabo un saqueo impresionante y un pillaje devastador, y el Marqués de Monsalud se trasladó a la ciudad, donde la plaza presentaba un cuadro horroroso, y en varios meses, dando muestras de una profunda humanidad, soluciona una gran parte de los problemas.
El 31 de agosto de 1812, el mariscal Conde Penne de Villemur anuncia al Marqués de Monsalud que las tropas francesas habían evacuado totalmente Extremadura.

## El Marqués en la Corte
Entre 1814 y 1823 está en Madrid, como Gentilhombre de los príncipes y Primer Caballerizo. Al trasladarse la corte a Sevilla, en junio de 1823, la siguió el Marqués de Monsalud y el 13 de junio de 1823 sufrió un pavoroso saqueo en su palacio de Sevilla, situado en frente de la parroquia de San Vicente, que pudo costarle la vida y la de su familia y destrozando y robando el mobiliario, ropas, alhajas, documentos, archivos, etc. el marqués fue maniatado y se salvó de un linchamiento gracias a la intervención de un antiguo soldado que sirvió a sus órdenes y que se encontraba entre los asaltantes.
Trasladados a Cádiz, fue detenido por orden de Fernando VII, permaneciendo un año preso en esta ciudad y tres años más en Sevilla, sin que se le pudiera incoar proceso adecuado, pues no existían causas en que envolverle. En 1828, fue liberado y se trasladó a Almendralejo con su familia, de donde no volvió a salir nunca más.

## Capitán General de Extremadura
En 1831 se le nombra Capitán General de Extremadura, renunciando al cargo, y en 1837 fue elegido Senador por la provincia de Badajoz, pero tampoco llegó a tomar posesión. Colaboró con la Sociedad de Amigos del País de Badajoz y, en 1842, fue elegido presidente de la Sociedad de Amigos del País de Almendralejo. Son proverbiales su bondad, hombría de bien y preocupación por su pueblo y sus habitantes; auxiliando a todos los que le era posible.

## Disco de Teodosio
El 25 de agosto de 1847, en un lugar cercano a Almendralejo, un grupo de jornaleros, labrando la tierra, encontraron el Missorium de Teodosio, disco circular de 32 pulgadas, plata de ley de 976 milésimas y peso de 533 onzas. Figuran el emperador y sus hijos Arcadio y Honorio. Una vez se informa el Marqués de Monsalud, realiza gestiones en Madrid con su cuñado el Marqués del Socorro y el Disco es adquirido por la Real Academia de la Historia en la cantidad de 27.200 reales. El Disco, que estaba casi partido y abollado, fue restaurado por José Navarro. Actualmente es la joya más prestigiosa de la Academia de la Historia, y tal es su valoración, que en exposiciones se lleva una réplica perfecta, pero nunca el original.

## Muerte del Marqués
El Marqués de Monsalud falleció en Almendralejo el 28 de febrero de 1851 y dos días después se celebró un multitudinario entierro con asistencia de todos los vecinos y varias compañías militares que se habían trasladado desde Badajoz.

## Fuente principal
- https://web.archive.org/web/20091211102229/http://fundaciondosdemayo.es/media/docs/El%20II%20Marqu%C3%A9s%20de%20Monsalud.%20.pdf

- Datos: Q5400683
- Multimedia: Juan José Nieto Aguilar / Q5400683